# Fritz Wagner (Philologe)
Fritz Wagner (* 14. Juli 1934 in Herzogenrath; † 27. März 2011) war ein deutscher mittellateinischer und klassischer Philologe. Er war Lehrstuhlinhaber in Berlin.

## Leben
Fritz Wagner wurde in der Städteregion Aachen als Sohn von Änne-Alwyne Wagner, geborene Surmeier, und deren Ehemann, dem Polizeibeamten August Wagner geboren. Nach dem Studium der Klassischen und Mittellateinischen Philologie, Germanistik, Geschichte, Philosophie und Pädagogik an den Universitäten Köln und Bonn wurde er 1960 in Köln mit der Dissertation Herders Homerbild: Seine Wurzeln und Wirkungen zum Doktor der Philosophie promoviert. Seine Habilitation erreichte er 1967 mit der Schrift Prolegomena zur Editio critica des „Dialogus miraculorum“ des Caesarius von Heisterbach, ebenfalls in Köln, wo er im selben Jahr auch Privatdozent und 1970 zum außerplanmäßigen Professor ernannt wurde, gleichzeitig auch zum Lehrbeauftragten für Paläographie und Kodikologie am Bibliothekarslehrinstitut des Landes Nordrhein-Westfalen. Im selben Jahr nahm er außerdem eine Lehrstuhlvertretung an der Bonner Universität wahr und wechselte als ordentlicher Professor an die Freie Universität Berlin. Dort wirkte er bis zu seiner Emeritierung 2002 als Ordinarius für Mittellateinische Philologie, Mediävistik, Bildungs- und Unterrichtswesen des Mittelalters am Zentralinstitut für Unterrichtswissenschaft und Curriculumentwicklung sowie Direktor des Mittellateinischen Seminars. Zudem war  der Lehrbeauftragter an der Humboldt-Universität zu Berlin. Anlässlich seiner Emeritierung wurde ihm die Festschrift Mittelalter und Renaissance in honorem Fritz Wagner (München/Leipzig 2004) gewidmet, die auch ein Schriftenverzeichnis seit 1960 enthält.
Fritz Wagner erhielt für seine Verdienste um Forschung und Lehre vielfache Ehrungen, darunter das Bundesverdienstkreuz und den Verdienstorden der Italienischen Republik. Die Universitäten zu Sofia, Lecce und Siena verliehen ihm ihre Ehrendoktorwürde. Von der Universität Bukarest erhielt er den Titel eines Professor ehrenhalber.
Er war Mitglied unter anderem der Berliner Wissenschaftlichen Gesellschaft, der Mediaeval Academy of America, der Accademia Tiberina, der Goethe-Gesellschaft, der Connecticut Academy of Arts and Sciences in Yale und anderer Gesellschaften.
Er war evangelisch und seit 1965 mit der Malerin Helga Wagner, geborene Franken, verheiratet. Zu seinen Hobbys gehörte der Pferdesport. Sein Grab befindet sich auf dem Südwestkirchhof Stahnsdorf südwestlich von Berlin.

## Veröffentlichungen (Auswahl)
- J. G. Herders Homerbild. 1960.
- Caesarius von Heisterbach, Libri VIII Miraculorum. 1962.
- mit P. Klopsch: Festschrift für Karl Langosch. 1965.
- mit A. Önnerfors und J. Rathofer: Literatur und Sprache im europäischen Mittelalter. 1973.
- als Mitherausgeber: Enzyklopädie des Märchens.